# サンドラ・ペルコビッチ
サンドラ・ペルコビッチ（クロアチア語: Sandra Perković, 1990年6月21日 - ）は、円盤投を専門とするクロアチアの女性陸上競技選手。ヨーロッパ陸上競技選手権大会を4度、オリンピックを2度、 世界陸上競技選手権大会を1度優勝している。2015年のクロアチア議会選挙で当選し、国会議員も務めている。
ジュニア時代から活躍し、2009年のヨーロッパジュニア陸上競技選手権大会ではクロアチア新記録を叩き出して金メダルを獲得した。1か月後の世界選手権では円盤投で決勝に進出し、決勝に残った最年少選手となった。
シニア時代の初年となる2010年にはヨーロッパ選手権で金メダルを獲得し、史上最年少の円盤投女王となった。ドーピング検査で禁止薬物の覚醒剤陽性反応により6か月の大会参加資格停止処分を受け、2011年シーズンは世界選手権を含めほとんどの大会に出場することができなかった。2012年には更に強くなって試合に復帰し、ヨーロッパ選手権のタイトル防衛に成功した。
コーチは砲丸投選手のエディス・エルカセビッチ。ペルコビッチの自己ベストはクロアチア記録である71m08であり、2014年8月のヨーロッパ選手権でマークしたものである。

## 経歴

### 幼少期からジュニア時代
ペルコビッチが陸上競技を始めたのは小学校2年生の時であり、当時はバスケットボールやバレーボールもしていた。小学校6年生の時に陸上競技に専念することにし、砲丸投と円盤投に特化した。2001年、Dinamo-Zrinjevac陸上クラブに加入。2004年から元オリンピック砲丸投選手のイヴァン・イヴァンチッチの指導を受けることになり、円盤投の才能を高めていった。イヴァンチッチの指導を受けた1年のうちに、イヴァンチッチの予想通り、32mから50mに自己ベストを伸ばした。
ペルコビッチの最初の成功は2006年に訪れた。ペルコビッチにとって初めての主要大会である世界ジュニア選手権では決勝進出を逃すも、その後の国際大会ではメダルの常連となり、2007年の世界ユース選手権とヨーロッパジュニア陸上競技選手権大会では銀メダルを、2008年の世界ジュニア選手権では銅メダルを獲得した。2008年シーズンの最高記録は55m89で、世界ジュニアランク5位に入った。
2009年初頭は医師の誤診のために虫垂炎でひどく苦しむことになる。ペルコビッチの虫垂は3日後に破裂し、命に係わる敗血症を引き起こして2回の緊急手術と長期の回復期間を要した。この影響で体重は15kgも落ち、2009年シーズン中の練習に完全復帰することはほぼ不可能だろうと考えられた。しかしながら、ペルコビッチは3か月の療養を経て練習に復帰、同年7月のノヴィ・サドで開かれたヨーロッパジュニア選手権に出場して金メダルに輝いただけでなく、62m44というクロアチア新記録を出し、世界選手権のA標準を突破した。この記録は過去20年間でヨーロッパジュニア選手権の最高記録である。また優勝記録は2位の選手を7m33も上回っており、1位と2位の記録差としては大会史上最大となった。さらに、優勝記録以外の2回の有効試技でマークした記録でも優勝できるほど、他の選手を圧倒していた。
1か月後の世界選手権は、ペルコビッチにとって初めてのシニア大会であったが、ここで9位に入賞し、円盤投で決勝に残った最年少選手となった。2009年の終わりにはクロアチア記録を塗り替える62m79を出している。2009年シーズンは、ジュニア女子円盤投の記録の上位11位までをペルコビッチの更新した記録が独占するという、驚異の成績を残して幕を下ろした。
2009年シーズンの締めくくりに、国際陸上競技連盟とイギリス陸上競技連盟が共同発行する『SPIKES誌』に「2010年に注目すべき10人の新星」として紹介され、最も有望な女性アスリートとしてクロアチアオリンピック委員会のドラジェン・ペトロヴィッチ賞を受賞した。

### シニア時代
2010年3月6日にスプリトで開かれたクロアチア・ウィンター・スローズ選手権大会で、ペルコビッチは大幅に自己ベストを更新する66m85を記録したが、この記録は2010年の世界最高記録となり2009年に李艶鳳がマークした同年の世界最高記録66m40を上回った。同日、ペルコビッチは砲丸投でも自己ベストを更新する16m02を記録した。アルルで開かれたヨーロピアンカップ・ウィンター・スローイングでは23歳以下の部で61m93を記録して金メダルを獲得、同記録はシニアの部では銀メダルに相当するものだった。
2010年6月、ペルコビッチはヨーロッパチーム選手権大会の2部リーグに出場し、円盤投と砲丸投の2種目を制覇し、2011年の大会でクロアチアチームが1部リーグに昇格する原動力となった。
2010年の最高潮はバルセロナで開催されたヨーロッパ選手権で、円盤投で金メダルになった。ペルコビッチは予選で苦戦し、予選突破ラインの60m00を記録することができず、決勝進出12人中10位というぎりぎりの成績で決勝に進出した。ところが、決勝では1回目の試技から銀メダルを獲得できるだけの記録を力強く投げ、最終6回目の試技で64m67の優勝記録を更新した。こうしてヨーロッパ選手権史上最年少の女子円盤投覇者となった。
ブリュッセルで開かれたダイヤモンドリーグ最終戦のメモリアルヴァンダムにおいてペルコビッチはクロアチア新記録の66m93を出して優勝、ヤレリス・バリオスに次ぐ年間2位に輝いた。9月1日に開かれたザグレブでのハンジェコビッチ・メモリアルの勝利の直後、ペルコビッチはスプリトで開かれたIAAFコンチネンタルカップで銀メダルを獲得して2010年シーズンを締めくくった。ヨーロッパ陸上競技連盟はヨーロッパ陸上競技新人王を授与した。
2011年2月、ペルコビッチはスプリトで開催されたクロアチア・ウィンター・スロー選手権大会で67m96を投げて自身の持つクロアチア記録を更新し、16m40で砲丸投のクロアチア記録も更新した。 ほんの数日後、ペルコビッチは背中を負傷し、3月のヨーロピアンカップ・ウィンター・スローイングに出場できなかった。復帰戦はダイヤモンドリーグの1戦である5月の上海ゴールデングランプリであり、優勝を果たした。

#### ドーピングによる出場停止
2011年6月、ペルコビッチはダイヤモンドリーグの上海戦とローマ戦の前月に行われた2つのドーピングテストで失格となったと発表された。世界アンチ・ドーピング機関が2010年から禁止している覚せい剤の1種であるメチルヘキサナミンの陽性反応が出たのである。ペルコビッチはNox Pumpというアメリカ産の栄養ドリンクを摂取したのが原因であり、禁止薬物が入っていたとは知らなかったと弁明した。この時、ペルコビッチはB検体の分析を求めなかった。
クロアチア陸上競技連盟は、ペルコビッチに禁止薬物を摂取する意図はなく、ましてや禁止薬物と知って使用したわけではないことから、国際陸上競技連盟（IAAF）の事後承認を得て、半年間の大会参加資格停止処分とした。IAAFの規定により、最初の陽性反応検出以後の記録が抹消され、ヴァラジュディンで2011年6月4日に出した69m99（この大会のドーピング検査では陰性だった）も失われた。69m99は過去12年間での世界最高記録だった。出場停止期間は同年12月7日までであったため、ペルコビッチは2011年シーズンをこの騒動により終了、世界選手権にも出場できなかった。

#### 2012年以降
2012年、出場停止処分が解除され、再び好投を見せ、ヨーロピアンカップ・ウィンター・スローイングで23歳以下の部を勝利、上海グランプリで68m24のクロアチア新記録を樹立、6月のプリフォンテーンクラシックでは大会記録を更新した。オリンピック参加のA標準記録62m00をゆとりを持って突破したのだった。
ヘルシンキで開かれたヨーロッパ選手権でのペルコビッチの最大のライバルは、前年の世界選手権銀メダリストで、2012年世界最高記録68m89を保持するドイツ代表・ナディーネ・ミュラーであった。予選を成功裏に突破したものの、決勝では2回の試技を連続して失敗した。重圧の中、3回目の試技で67m62をマークし、ミュラーや他の競技者の記録を超えて2度目の優勝を飾った。ロンドンオリンピックでは、再びクロアチア記録を塗り替える69m11で金メダルを獲得した。その後、怪我で1か月半の休養を余儀なくされ、復帰後は1日6時間の練習を自らに課した。同年のダイヤモンドリーグはパリ・ミーティングアレヴァでダニ・サミュエルズに敗れた以外6勝を上げて種目別女王に輝いた。
2013年シーズンは無敗を守ったまま世界選手権に臨み、67m99で初優勝した。優勝インタビューでペルコビッチは「もっと飛ばしたかったけど、雨が降ってきて難しかった。」とコメントした。同年のダイヤモンドリーグは実施された7戦全戦で優勝を飾り、年間優勝を果たして2年連続ダイヤモンドトロフィーを獲得した。ニューヨーク・アディダスグランプリで大会新記録68m48を樹立、ローザンヌ・アスレティッシマは大会新記録で同年のシーズン世界最高記録となる68m89を記録している。ペルコビッチは同年9月4日に地元ザグレブのハンジェコビッチ・メモリアルでジア・ルイス＝スモールウッドに敗れるまで、ダイヤモンドリーグや世界選手権などを含めて15連勝を達成した。

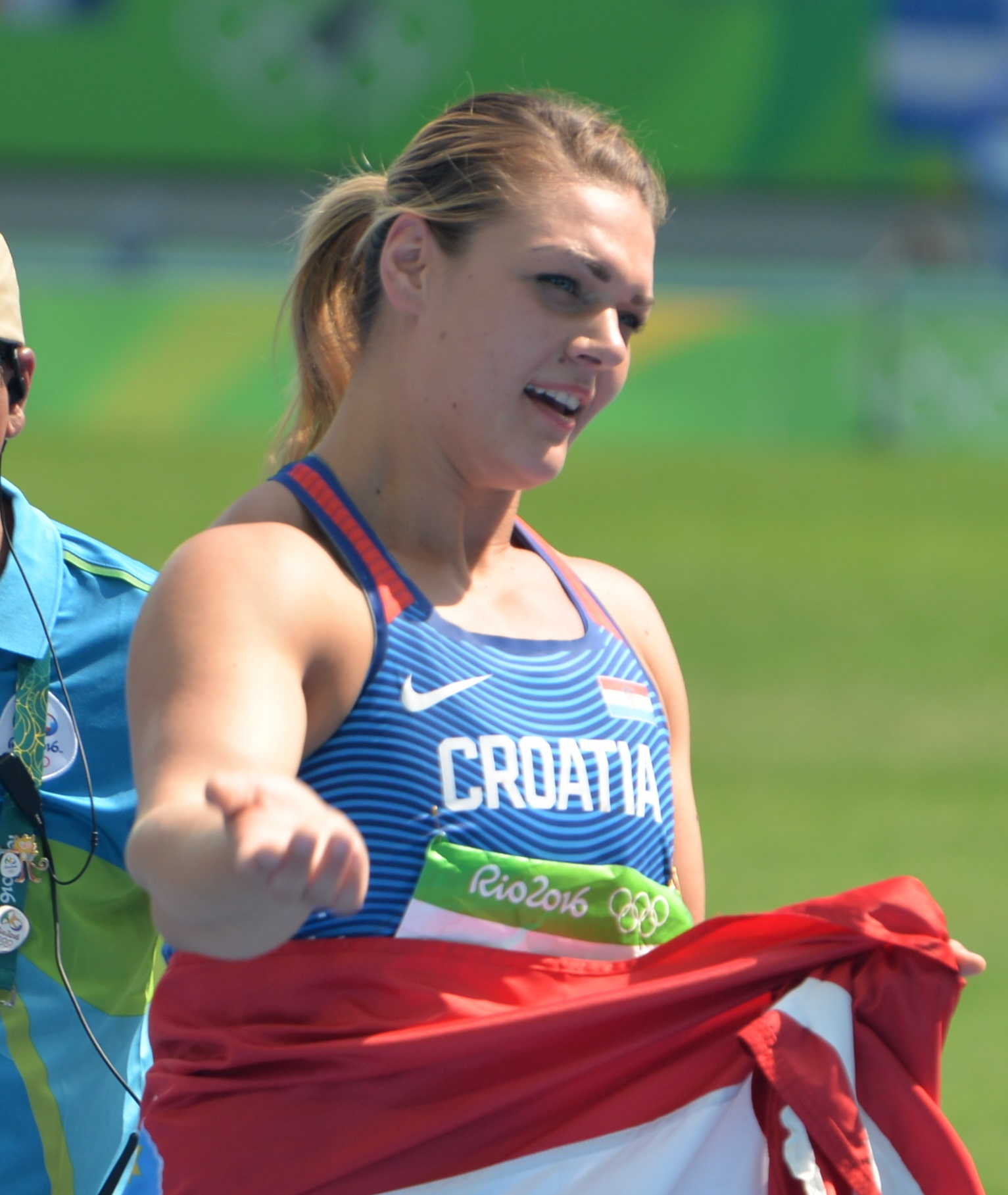
リオデジャネイロオリンピックにて

2014年8月にスイス・チューリッヒで開かれたヨーロッパ選手権では5回目の試技で71m08を記録し圧勝、自身の持つクロアチア記録を更新し、当季世界最高記録も達成しての同選手権3連覇となった。2015年の世界選手権では銀メダルだった。2016年シーズンは、3月に70m59を記録、5月の上海ゴールデングランプリで70m88の大会新記録を樹立するなど好調で、他の選手を圧倒した。7月8日のヨーロッパ選手権でも2位に4mの差を付けて優勝した。2016年リオデジャネイロオリンピックでは69m21でロンドンオリンピックに次ぐ2個目の金メダルを獲得した。